# 撒旦萬萬歲
是一部2019年的美國紀錄片，講述關於撒旦聖殿，包括其起源和基層政治激進主義。本片由佩妮·蓮恩執導，於2019年辛丹斯電影節首映，以及於2019年4月19日在美國上映，Magnolia Pictures公司負責發行。本片展示了撒旦崇拜者致力於維護政教分離，對抗基督教右派的特權。

## 外部連結
- 互联网电影数据库（IMDb）上《撒旦萬萬歲》的资料（英文）
- 官方网站
- 爛番茄上《Hail Satan?》的資料（英文）